# John Lyall
John Angus Lyall (Ilford, 24 febbraio 1940 – Tattingstone, 10 aprile 2006) è stato un calciatore e allenatore di calcio inglese di origini scozzesi.

## Carriera

### Calciatore
Difensore, Lyall crebbe nelle giovanili del West Ham (in cui entrò nel 1955) assieme ai futuri campioni del mondo Bobby Moore, Martin Peters e Geoff Hurst. Spesso oggetto di problemi al ginocchio (fu operato per la prima volta ai legamenti all'età di 18 anni), Lyall collezionò 35 presenze in prima squadra (esordì nel 1960 in occasione di un match contro il Chelsea) fino al 1964, anno in cui si ritirò dal calcio giocato a causa di un verdetto dei medici che giudicò il suo ginocchio inoperabile.

### Allenatore
Ritiratosi dal calcio giocato, Lyall fu assunto nello staff tecnico del West Ham come allenatore delle giovanili. A partire dal 1971 Lyall fu promosso come assistente dell'allenatore Ron Greenwood, mentre tre anni più tardi, nel 1974, divenne allenatore della prima squadra.
Al suo esordio sulla panchina degli Hammers Lyall continuò la striscia positiva della squadra vincendo la FA Cup nella stagione 1974-75 e raggiungendo l'anno successivo la finale di Coppa delle Coppe, ma in seguito la squadra calò nelle prestazioni fino a retrocedere nella stagione 1977-78. Lyall, dopo aver ricostruito la squadra, rivinse la FA Cup nel 1980 al termine di una finale concitata contro l'Arsenal, quindi ricondusse la squadra in massima serie al termine della stagione seguente. Al ritorno in First Division Lyall, nonostante le offerte di vari club (tra cui il Queens Park Rangers nella stagione 1984-85), rimase al West Ham guidandolo, nella stagione 1985-86, al terzo posto finale in campionato, miglior risultato fino ad ora ottenuto dagli Hammers in massima divisione. Lyall rimase sulla panchina della squadra fino al 1989 quando fu esonerato dopo che la squadra era retrocessa in Second Division.
Dopo aver lavorato per un anno come osservatore del Tottenham e dell'Inghilterra, nel 1990 Lyall fu assunto come allenatore dell'Ipswich Town. Vincendo la Second Division nella stagione 1991-92, Lyall riportò i Tractor Boys in massima serie dopo sei anni di assenza, facendo inoltre dell'Ipswich una delle squadre fondatrici della Premier League. Lyall rimase alla guida dell'Ipswich fino al dicembre del 1994 quando, con la squadra a fondo classifica, rassegnò le sue dimissioni e si ritirò a vita privata in una fattoria del Suffolk. È morto il 10 aprile 2006 a causa di un attacco cardiaco.

## Palmarès
- Coppa d'Inghilterra: 2

1974-75, 1979-80
- Campionato inglese di seconda divisione: 2

1980-81, 1991-92